# Імітація військової техніки

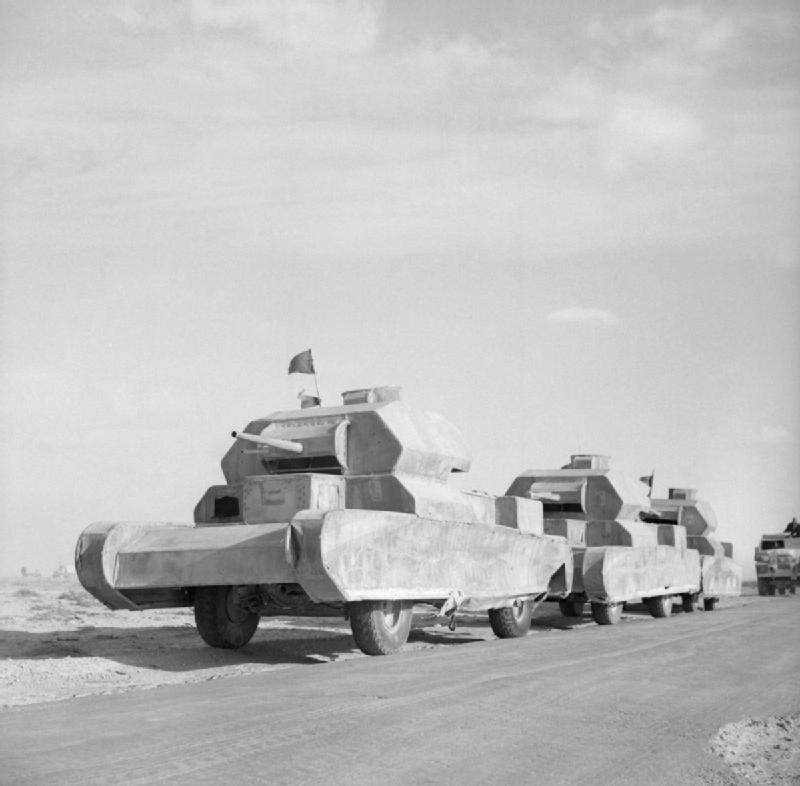
Танки-обманки на вантажівках, що йдуть у передові райони Західної пустелі, 13 лютого 1942 року

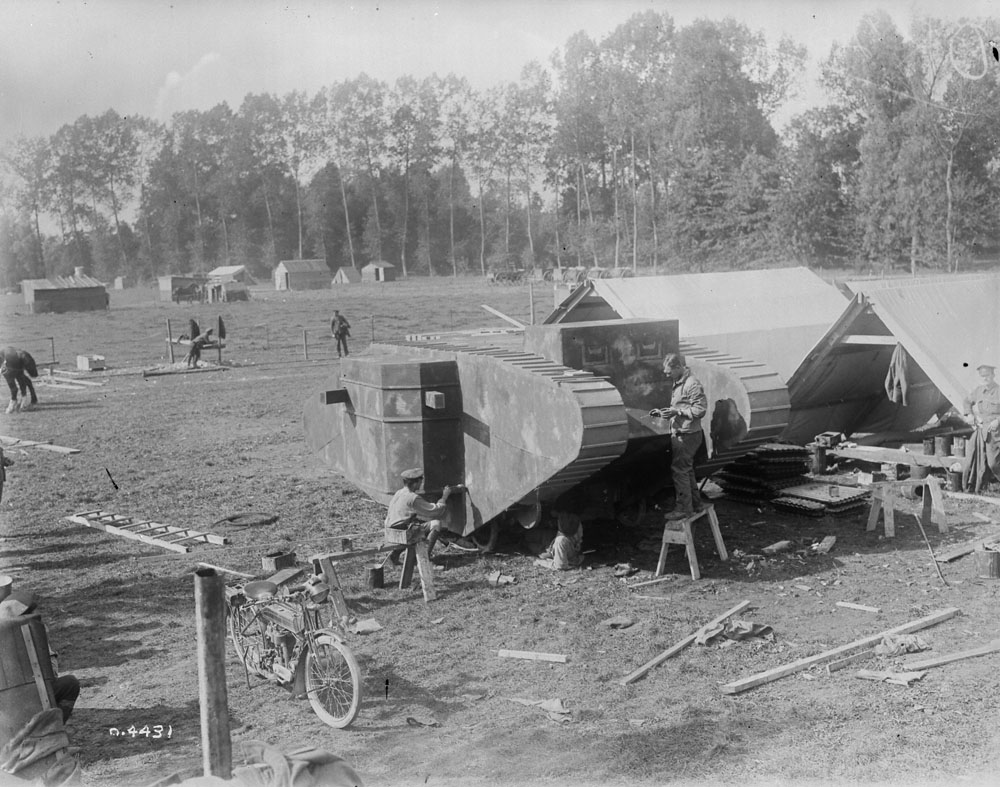
Побудова макетів танків на Соммі, 1916

Імітація військової техніки — різновид військового обману, що полягає у створенні та застосуванні муляжів/макетів задля відволікання уваги та сил ворога на спостереження та атакування хибних цілей. Такі вироби можуть імітувати вартісні цілі, як танки, артилерію, ЗРК, літаки, або ж приховувати справжнє призначення шляхом маскування одного виду техніки під інший. Ураження муляжів може також призвести до неправильних оцінок ворогом власного успіху.
Конструкції можуть бути абсолютно різними: від примітивних поєднань деревини та тканини, що може бути достатнім для імітації цілей здалека та надувних муляжів до складних варіантів, котрі можуть імітувати не лише зовнішній вигляд, але також бойову роботу, теплові сигнатури, радіовипромінювання абощо. Ефективність простих макетів може підвищуватись за допомогою тактики їх застосування, наприклад, створення звукового супроводження абощо.
Також існує практика імітації військової техніки потенційного ворога для навчань. Такі макети теж можуть бути різними: статичні дерев'яні моделі, що просто відтворюють силует, рухомі макети, що встановлюються на шасі автомобілів або іншої техніки, аж до повноцінних бойових машин, візуальний обрис яких наближено до обрису ворожих машин за допомогою камуфляжу або обладнання.

## Перші згадки

### «Квакерські гармати»
Під час Війни за незалежність США та Громадянської війни в США застосовували дерев'яні гармати, які отримали назву «квакерських» (англ. Quaker gun) — від назви релігійної спільноти квакерів, які засуджували війну та насильство.
Наприклад, у першій з названих воєн полковник Вільям Вашингтон застосував дерев'яні гармати для того, щоб примусити забарикадованих лоялістів здатись у полон.

## Перша світова війна
Під час Першої світової війни союзні війська використовували фальшиві версії британських важких танків. Наприклад, австралійські мали дерев'яний каркас, покритий фарбованою рогожею та важили близько 250 кг. Гусениці були нефункціональними, тому деякі з них були обладнані прихованими колесами під ними; їх буксирували з місця на місце парою коней. Німці також виготовляли фіктивні танки, що імітували британські та французькі для тренування.

## Друга світова війна
Під час Другої світової війни танки-обманки використовували значно частіше — як Союзники, так і країни Осі. Перед початком війни німецькі війська використовували танки-макети для тренувань. Використання їх для військового обману започаткували британські війська, які назвали їх «підробками» (англ. spoofs).

### Африканська кампанія

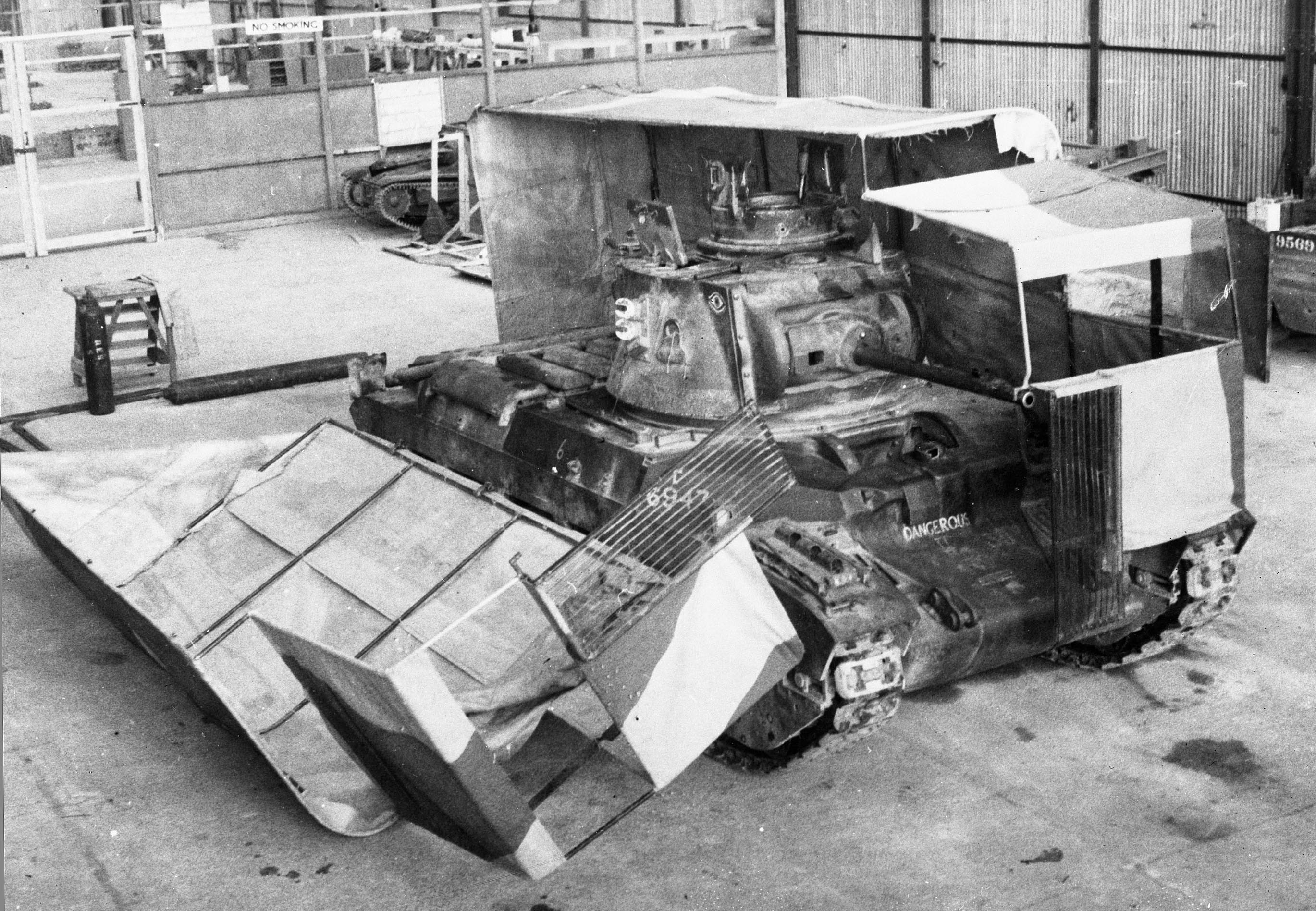
Маскування танка під вантажівку, Африканська кампанія

Одним з перших використань бутафорських танків під час Другої світової війни відбулося у Північно-Африканській кампанії. Королівські інженери, дислоковані там, будували їх по два на день; у період з квітня по червень 1941 року вони змогли побудувати три бутафорські королівські танкові полки й у листопаді того ж року ще один. Вони були складаними, а отже, портативними. Щоб зробити обманки мобільнішими, використовували джипи: на джипи ставили сталевий каркас, обтягнутий полотном, таким чином роблячи самохідний бутафорський танк. Джип не міг реалістично імітувати шум або рух танка, але такі обманки можна було швидко розгорнути. Водночас робили й навпаки, щоб танки виглядали як вантажівки. Було розроблено додатковий пристрій, який імітував сліди від танкових гусениць і стирав справжні сліди коліс.
Перед Другою битвою за Ель-Аламейн було проведено масштабну обманну операцію «Бертрам», на меті якої було заплутування африканського корпуса Роммеля задля завдання неочікуваного удару. Основними цілями були імітація техніки там, де її не було, та приховування техніки там, де насправді вона була. Оскільки заховати великий наступальний контингент у пустелі було неможливо, Баркес вирішив відкрито розмістити в ближніх секторах справжні вантажівки, а в дальніх — справжні танки. Вночі за кілька днів до наступу місце вантажівок зайняли замасковані під них танки, що не було помічено німцями. Для маскування танків під вантажівки використовували так звані «сонячні козирки» (англ. Sunshield), які складались із двох частин та могли встановлюватись/зніматись протягом кількох хвилин; було залучено 722 таких. Гармати та тягачі також маскували під звичайні 3-тонні вантажівки: гармата разом з передком утворювали дві осі машини, передок слугував капотом, а кузов імітувався тентом на палях. Тягачі Morris C8, що мали дуже характерний вигляд і завжди вказували на присутність артилерії, також отримували тентовий «кузов» для маскування під звичайні вантажівки. Це дало змогу повністю заплутати німецьке командування: воно вважало, що удар буде нанесено в іншому напрямку та через кілька тижнів. Також вони вірили, що британці мають на одну танкову дивізію більше.
Під час цієї операції вдавались і до подвійного обману: за тиждень до основного наступу британських сил уже було створено пастки для німецьких контрударів. В районі Дейр-ель-Мунассіб було створено ретельно замасковані дерев'яні гармати. Вони показово погано обслуговувались, і німецька розвідка зрозуміла, що сектор містить макети, а відповідно, є незахищеним. За ніч до німецької атаки гармати було замінено на справжні, тож німецькі атакувальні загони були шоковані, коли «муляжі» відкрили вогонь; атаку було відбито.
Виконанням маскування, створенням муляжів та проведенням обманних операцій з 1941 по 1943 спеціально організований Директорат маскування при Середньосхідному командуванні британської армії. Очільником директорату був Джеффрі Баркес, ветеран Першої світової та кінорежисер у Міжвоєнний період. Для виконання таких операцій залучалась значна кількість дизайнерів, архітекторів, митців та навіть відомий ілюзіоніст Джаспер Маскелайн.

### Західний фронт

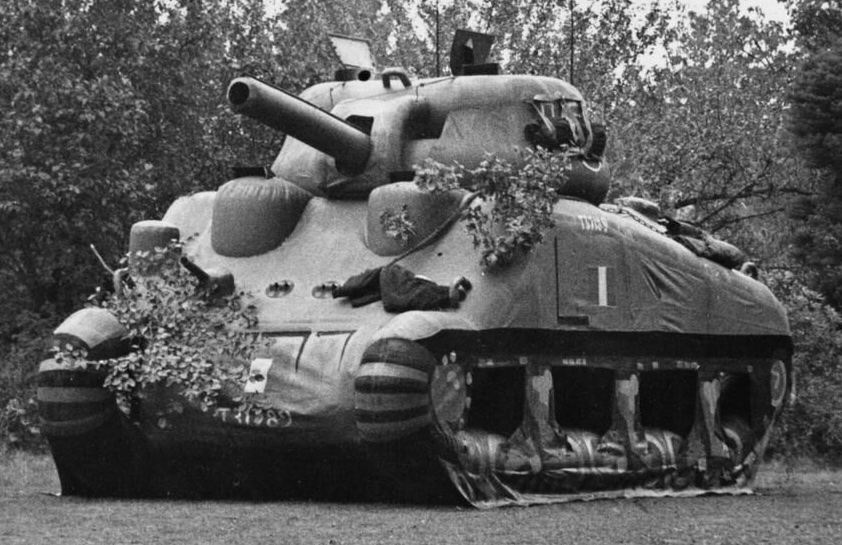
Надувний бутафорський танк, створений за зразком M4 Sherman

Фальшиві танки використовувалися в операції «Фортітьюд» перед висадкою в Нормандії. Під час цієї операції вони мали ввести німецьку розвідку в оману двома способами: по-перше, створюючи враження, що у союзників більше танків, ніж у них; по-друге, приховати та применшити важливість розташування справжніх танків, щоб здавалося, що вторгнення відбудеться в Па-де-Кале, а не в Нормандії. Однак бутафорський транспорт становив лише невелику частку загального плану обману, оскільки на цьому етапі війни німці не могли літати на розвідувальних літаках над Англією, і такі зусилля були б марними. Фальшиві десантні кораблі були розміщені в портах східної та південно-східної Англії, де їх могли бачити німці, але обман операції в основному здійснювався за допомогою подвійних агентів і фальшивого радіозв'язку.
Надувні обманки робили з тканинного покриття, підтримуваного мережею герметичних гумових трубок, які утворювали своєрідний «пневматичний скелет». Як правило, їм віддавали перевагу в польових умовах, попри властивість швидко здуватися при випадковому проколі або під час обстрілу. Під час однієї операції у вересні 1944 року британці розгорнули 148 надувних танків поблизу лінії фронту, і близько половини було «знищено» уламками німецького мінометного та артилерійського вогню, а також через недоліт бомб союзників. Після висадки в Нормандії такі практики продовжились: наприклад, в березні 1945 року було застосовано 600 макетів танків та фальшиві аудіозаписи будівництва понтонної переправи, які відволікли німецьку армію від справжнього напрямку удару та призвели до артилерійських обстрілів порожньої території.
Такими обманними операціями займався 23-й штаб спеціальних військ, більш відомий як «Армія привидів», на створення якого американців, ймовірно, надихнув британський Директорат маскування. Аналогічно до нього, «Армія привидів» набирала дизайнерів, митців та рекламних агентів. Діяльність підрозділу було розсекречено лише 1996 року.

### Інше

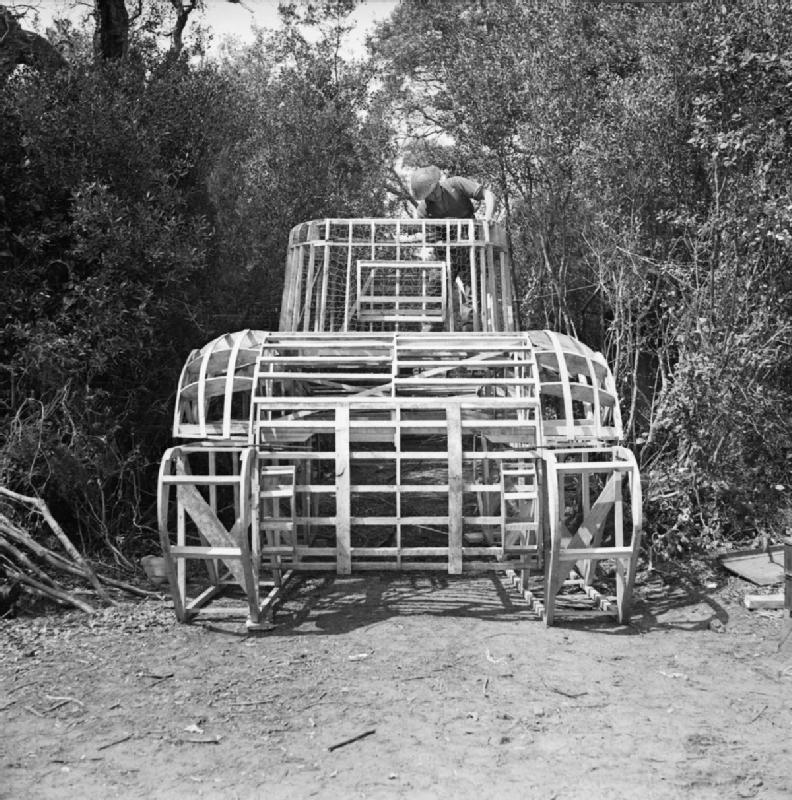
Танк-обманка Sherman у процесі побудови компанією 6 Field Park Company, Royal Engineers, на плацдармі Анціо, 29 квітня 1944 року

Надувні танки Sherman були використані під час операції «Шінґл» в Анціо, Італія, тоді як справжні танки були в іншому місці.
На Тихоокеанському театрі військових дій японці також використовували приманки; один зафіксований випадок був під час битви під Іодзімою. «Танк» оточила американська піхота, будучи під артилерійським обстрілом: вони виявили, що танк не справжній, а просто скульптура, вирізана з вулканічного попелу.
Червона армія теж використовувала бутафорські танки, щоб збільшити їх видиму кількість і замаскувати свої справжні переміщення. Зокрема, відомо про використання близько 1000 макетів танків та 1300 макетів гармат перед Львівсько-Сандомирською наступальною операцією.

## Після Другої світової

### Бойове застосування
Активно використовували макети ізраїльські війська під час арабо-ізраїльських війн.
Під час Косовської війни сербська армія регулярно розміщувала в Косові бутафорські танки, які вводили сили НАТО в оману, щоб здавалось, наче вони знищують набагато більше танків, ніж насправді.
Ісламська Держава активно використовувала макети різної техніки: танків, артилерії, бронеавтомобілів. Під час битви за Мосул (2016—2017) вона побудувала та розгорнула дерев'яні макети різних транспортних засобів, щоб відволікати авіаудари коаліції.
Макети використовувались в Другій карабаській війні (2020) військами як Вірменії, так і Азербайджану. Зокрема, відомо про успішне застосування макетів ЗРК «Оса-АКМ» та «Тор-2К» вірменськими військами.

### Проєкти та розробки

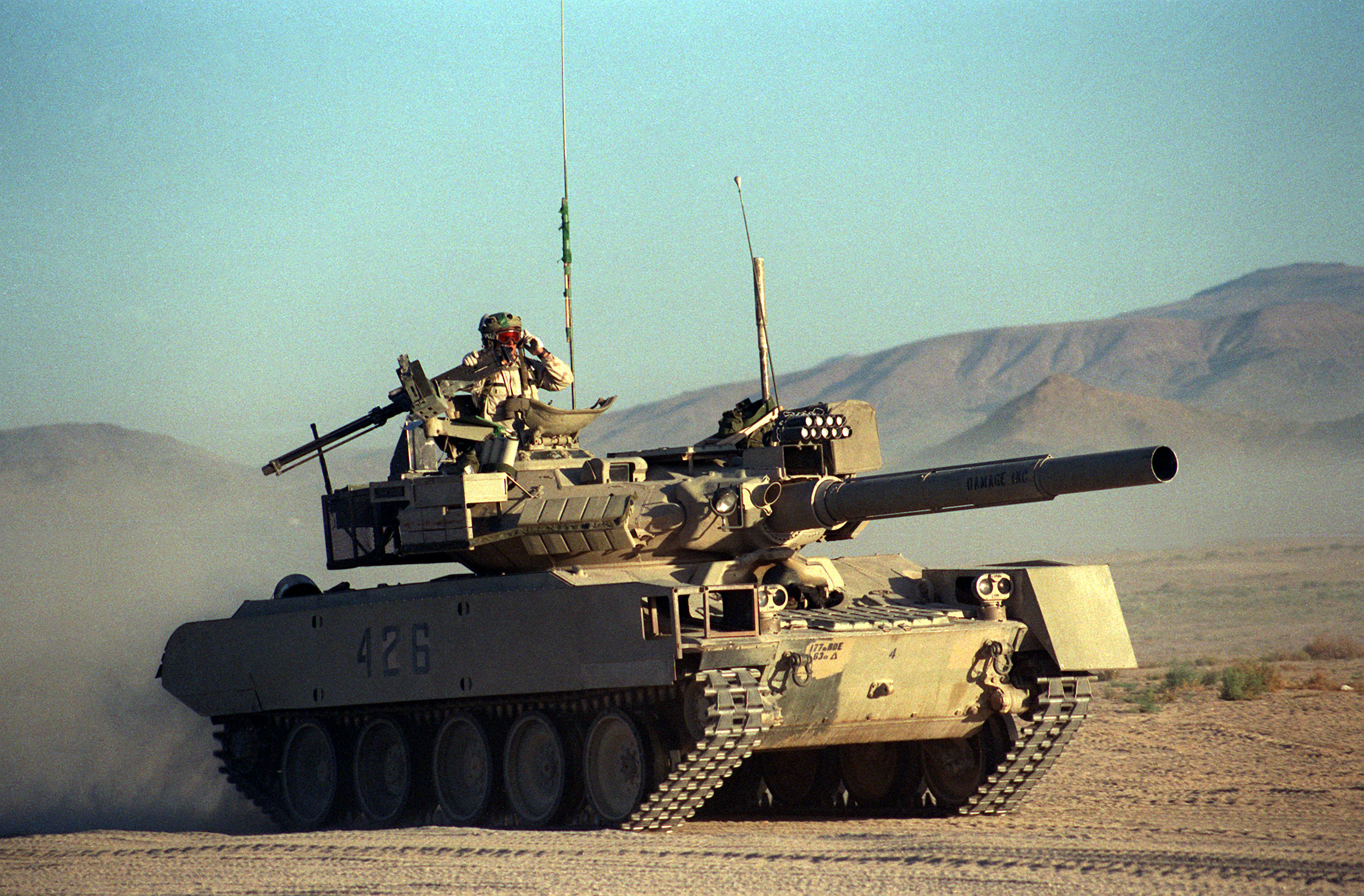
M551 Sheridan, що імітує Т-80БВ умовного ворога

СРСР та Росія створювали значну кількість різноманітної надувної техніки, включно з танками, ЗРК та літаками.
Армія Сполучених Штатів розробила сучасний танк-обманку. Він імітує танк M1 Abrams не лише за зовнішнім виглядом, а й за своїм тепловим характером, щоб виглядати справжнім для інфрачервоних детекторів. Одна з цих приманок може приймати ворожий вогонь і все ще здаватися працездатною, таким чином затримуючи противника на цілу годину, оскільки він змушений знищити приманку. Ці приманки M1 коштують лише 3300 доларів у порівнянні з 4,35 млн доларів за справжній M1. Приманка також практична: у розібраному вигляді вона важить 23 кг і приблизно такого ж розміру, як і речовий мішок. Її генератор — розміром завбільшки з 12-дюймовий телевізор — полегшує надування, так що двоє людей можуть встановити обманку за кілька хвилин. Іноді справжні танки мають на борту обманку, яку можна розгорнути за необхідності.
Сучасні країни розробляють та використовують макети техніки, що відтворюють риси техніки потенційних ворогів: як візуальні, так і випромінювання в ІЧ та радіодіапазонах, деякі навіть мають елементи роботизації, можуть рухатись та імітувати атаку. Наприклад, країни НАТО імітують техніку Росії та Китаю та навпаки. Створюються також макети шляхом камуфляжування та візуальної модифікації наявної бойової техніки.

## Російсько-українська війна (з 2014)

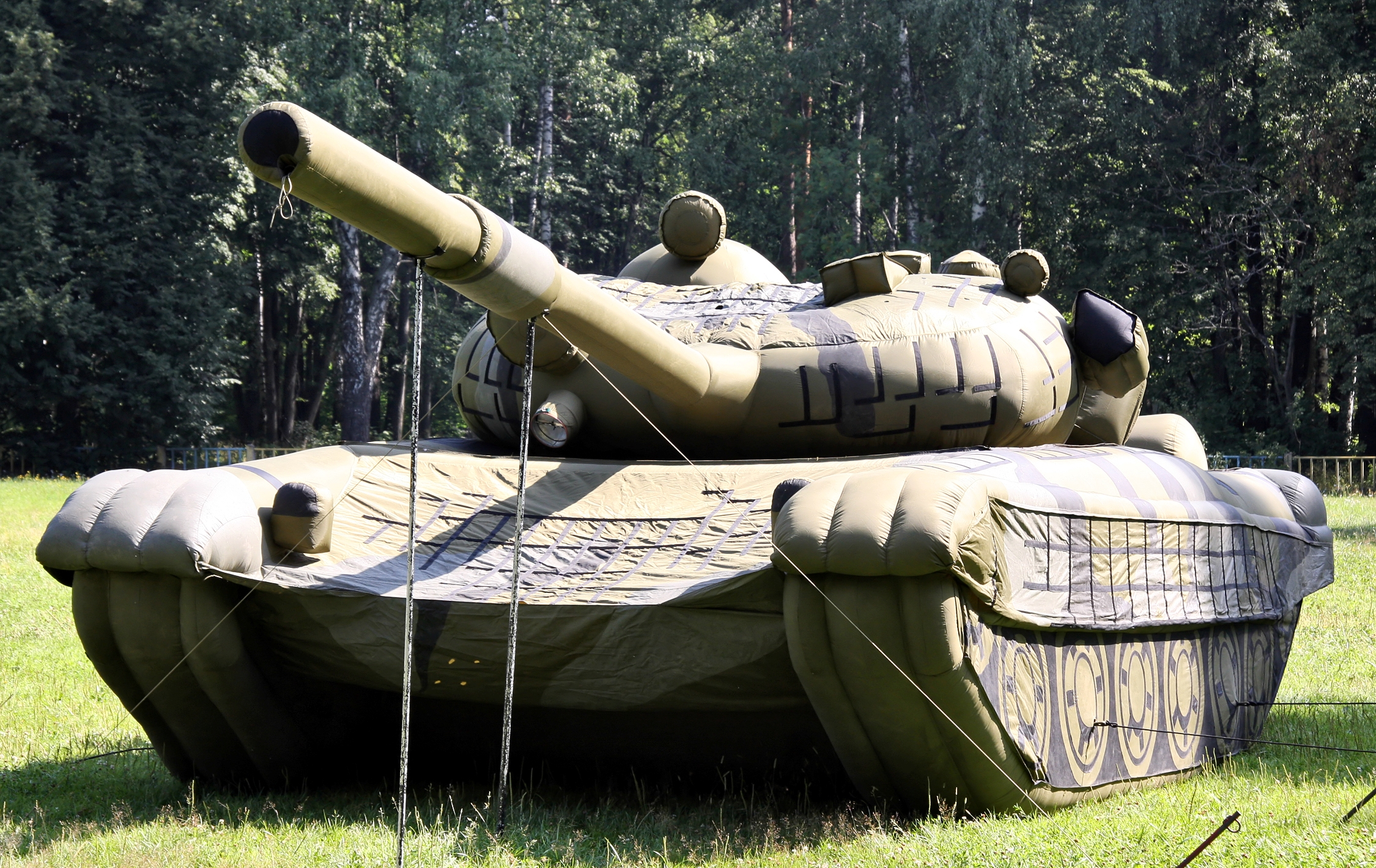
Російський надувний макет танка Т-72Б

Як Сили оборони України, так і російські війська під час російсько-української війни використовують макети вартісної військової техніки: самохідної артилерії, радарів, ЗРК тощо.
Російська армія застосовує надувну техніку, закупівля якої активізувалась ще з 2013 року. Відомо, що макет танка коштує близько 20 тис. доларів, а макет ЗРК — 50 тисяч.
2020 року було на навчаннях продемонстровано надувний макет 2С3 «Акація», що розроблявся з 2018 та встиг взяти участь у боях. За заявою «Повернись живим», макет є повноцінною імітаційною одиницею та відтворює САУ також в інфрачервоному та радіолокаційному випромінюванні.
Під час повномасштабної фази війни Сили оборони активно застосовують бутафорські HIMARS. Ефективне застосування цих обманок пов'язують з постійними на той час заявами вищого військового керівництва РФ щодо нібито знищення цих ракетних комплексів. У заявах російських посадовців зазначались числа знищених установок, більші за число реально поставлених Сполученими Штатами; при цьому, за заявами українських та американських посадовців, жодного знищено не було.
2022 року росіяни встановлювали кутникові відбивачі поблизу Каховської ГЕС для приховування руху військової техніки від радарів.
В листопаді 2022 року на Херсонщині зафіксовано випадок знищення російського макету С-300ПС за допомогою БПЛА «Ланцет». Російські ЗМІ видали це за знищення українського комплексу, втім, ймовірно, росіяни поцілили у власний муляж, створений на базі давно не придатного до роботи ЗРК. У грудні 2022 повторилась цілком аналогічна ситуація.
У грудні 2022 року українські війська отримали імітатори радіолокаційних станцій, які симулюють роботу різних радарів, зокрема таких у ЗРК. У США такі імітатори використовуються для бойової підготовки пілотів.
Навесні 2023 року в Києві було відкрито магазин бутафорської зброї, серед якої 2Б9 «Васильок», «Стугна-П» та багато інших.
Українські підприємства протягом вторгнення масово виготовляли якісні макети військової техніки. У вересні 2023 року росіяни завдали удару про нібито українській РЛС П-18 «Малахіт», яка виявилась макетом. Зокрема, такі та інші макети виготовляли компанії «Метінвест».
У 2023 році, після посилення українських атак на російські військові аеродроми, росіяни почали малювати на території аеродромів контури літаків. Такі були помічені у липні 2023 на авіабазі в Єйську, у вересні з'явились намальовані Ту-95МС на авіабазі Енгельс.
Відомо, що Сили оборони України також застосовували надувні макети танків Leopard 2A4 чеської компанії Inflatech з радіовідбивачами для обману радарів, а також каркасні макети Leopard 2A6.